# 2MASS J16225533+1159238
2MASS J16225533+1159238 ist ein L6-Zwerg im Sternbild Herkules. Er wurde 2006 von Kuenley Chiu et al. entdeckt.